# 칸유니스
칸유니스(아랍어: خان يونس)는 팔레스타인 가자 지구 남쪽 난민캠프 옆에 있는 도시로 지중해와 2km 떨어져 있으며 남쪽에는 라파, 북쪽에는 가자가 있다. 가자에 이어 가자 지구에서 두 번째로 큰 도시로 칸유니스주의 주도이며, 팔레스타인 의회에 다섯 명의 의원이 소속되어 있다. 2006년 선거에서 하마스 당에서 유니스 알아스탈을 포함한 세명이 나왔고, 파타 당에서 모하메드 달란 등 두명이 뽑혔다.

## 유래
칸유니스는 사막을 다니는 대상들의 쉼터인 캐러밴서라이를 뜻하는 칸과 꾸란에 예언자로 나오는 요나를 뜻하는 유니스가 합쳐진 말로 직역하면 요나의 캐러밴서라이(“예언자의 주막”)가 된다.

## 역사
14세기 이전에는 칸유니스는 “살카”라고 불리는 마을이였으며 1387년(헤지라 789년) 방랑객과 여행자들의 숙소(칸)가 지어졌다. 이후 도시는 무역과 매주 열리는 목요 시장으로 번창하게 되었으며 무역상에게는 이집트로 가는 근거지로, 맘루크 선발대에게는 팔레스타인과 시리아의 관문이 되었다.
1948년 도시 서쪽에 지어진 칸유니스 난민촌은 학살을 피해 집을 떠나온 팔레스타인인 출신 아랍인을 위해 35,000명을 수용할 수 있는 규모로 지어졌으며 2008년 중반에는 68,000명 이상이 거주하고 있는 것으로 국제 연합 팔레스타인 난민 구호 사업 기구에서 집계하였다.

## 현황
가자 지구의 다른 난민촌과 같이 이스라엘과 이집트에 의한 가자 지구 봉쇄로 실업과 물, 전기 부족 등 많은 문제에 시달리고 있다. 가장 큰 문제는 기반 시설과 많은 인구를 수용할 주택 부족이지만 방공호로 쓰일 우려 때문에 건물 신축이나 증축 등 모든 행위의 건설 행위 및 자재 수입도 금지되어 있다.